# Mersing (Fluss)
Der Mersing (malaiisch Sungai Mersing) ist ein kleiner Fluss von ca. 20 km Länge im südlichen Osten der Malaiischen Halbinsel in dem Bundesstaat Johor nahe der Grenze nach Pahang. Der Fluss fließt von Süden nach Norden und mündet in Mersing in das Südchinesische Meer.
Die Mündung dient als Hafen für die Fischerei und den Fährbetrieb zu den vorgelagerten Inseln. Allerdings ist das Flussbett so seicht, dass die Fahrpläne der Fähren den Gezeiten angepasst werden müssen.